# Sugar Symphony
Sugar Symphony è il secondo EP del duo musicale statunitense Chloe x Halle, pubblicato il 29 aprile 2016 sulle etichette Parkwood Entertainment e Columbia Records.

## Tracce
1. Drop – 3:10
2. Red Lights – 3:17
3. Lazy Love – 3:22
4. Thunder – 3:39
5. Fall – 2:38